# Liste der Nationalstraßen in Bolivien
Das bolivianische Nationalstraßennetz (spanisch: Rutas Nacionales) hat eine Gesamtlänge von 16.029 km. (Stand 2006) 
Festgelegt wurde das Grundnetz mit dem Decreto Supremo 25134 vom 21. August 1998 mit einer Länge von 10.401 Kilometern, bestehend aus 17 Nationalstraßen. Die Ruta 16 existiert auch heute noch nicht durchgehend, weshalb die Länge nur eine geschätzte Angabe ist.

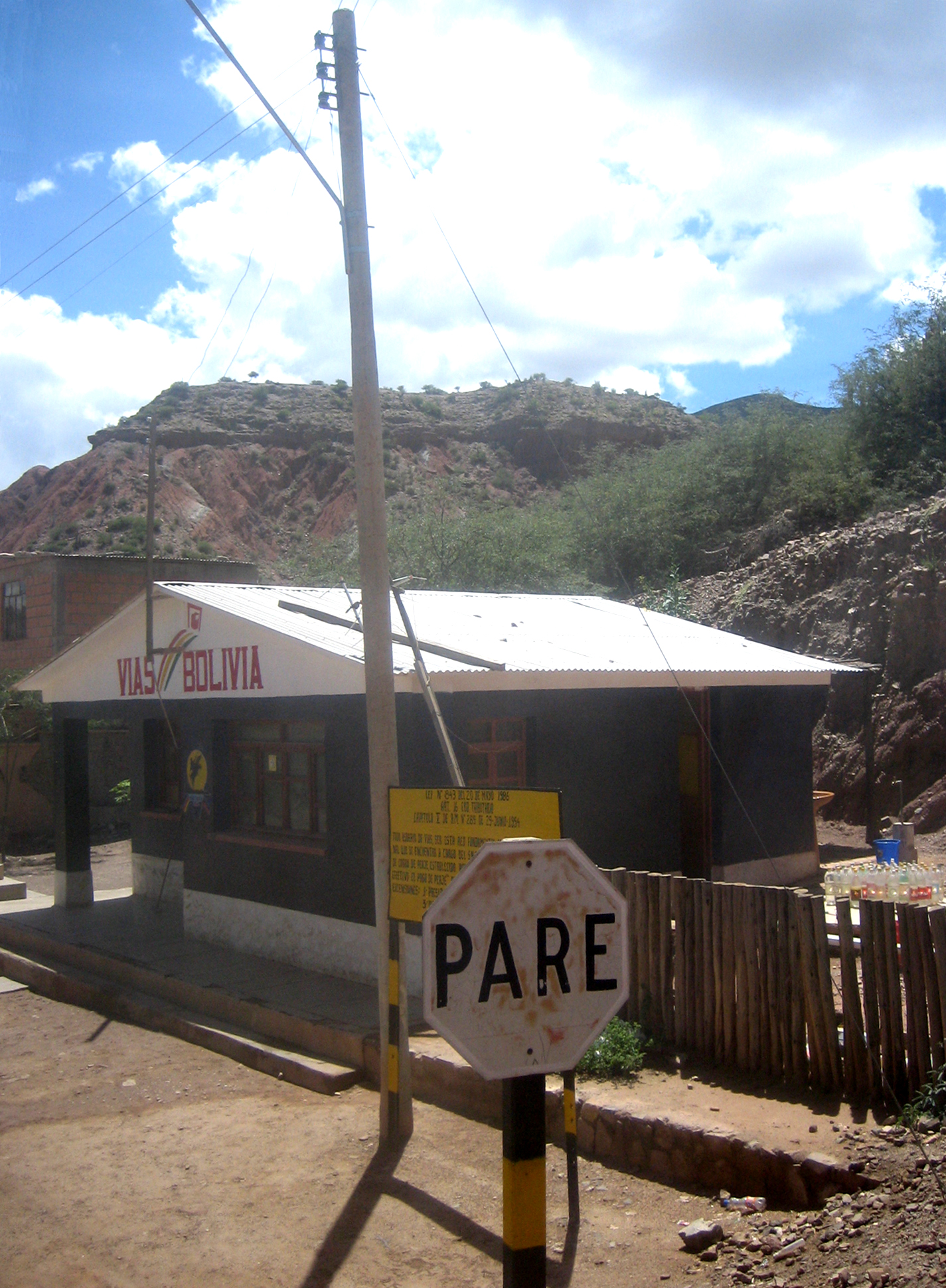
Straßenposten auf der Ruta 14 zwischen Villazón und Tupiza

## Straßenzustand
Das Nationalstraßennetz Boliviens ist zu 28 % (4514 km) asphaltiert und zu 40 % (6455 km) mit einer Schotterdecke versehen, während noch 32 % (5060 km) der Fernstraßen eine Oberfläche aus verdichteter und gestampfter Erde aufweisen.
Da das Klima vor allem im Tiefland durch ausgedehnte Regenzeiten gekennzeichnet ist, führt diese Situation immer wieder zu schlechten Verkehrsbedingungen.

## Rutas Nacionales
| Kurz | Name    | Verlauf                                                                                     | Länge                    | Bemerkungen                            |
| ---- | ------- | ------------------------------------------------------------------------------------------- | ------------------------ | -------------------------------------- |
| R1   | Ruta 1  | Grenze zu Peru – Desaguadero – Machacamarca – Bermejo – Grenze zu Argentinien               | 1215 km                  |                                        |
| R2   | Ruta 2  | Grenze zu Peru – Khasani – Copacabana – Huarina – El Alto – La Paz                          | 155 km                   |                                        |
| R3   | Ruta 3  | La Paz – Coroico – Caranavi – Yucumo – San Ignacio de Moxos – Trinidad                      | 602 km                   |                                        |
| R4   | Ruta 4  | Grenze zu Chile – Tambo Quemado – Puerto Suárez – Grenze zu Brasilien                       | 1657 km                  |                                        |
| R5   | Ruta 5  | La Palizada – Hito LX – Grenze zu Chile                                                     | 898 km                   |                                        |
| R6   | Ruta 6  | Grenze zu Paraguay – Camiri – Sucre – Uncía – Machacamarca                                  | 976 km                   | westlich von Sucre erst seit 2001      |
| R7   | Ruta 7  | Cochabamba – Santa Cruz de la Sierra                                                        | 488 km                   |                                        |
| R8   | Ruta 8  | Grenze zu Brasilien – Guayaramerín – Yucumo                                                 | 696 km                   |                                        |
| R9   | Ruta 9  | Grenze zu Argentinien – San José de Pocitos – Guayaramerín – Grenze zu Brasilien            | 1631 km                  | nördlich von Trinidad erst seit 2003   |
| R10  | Ruta 10 | Grenze zu Brasilien – San Matías – San Ignacio de Velasco – Concepción – San Juan del Piraí | 774 km                   |                                        |
| R11  | Ruta 11 | Junacas Sur – Villamontes – Cañada Oruro – Grenze zu Paraguay                               | 370 km                   |                                        |
| R12  | Ruta 12 | Grenze zu Chile – Pisiga Bolívar – Ocotavi                                                  | 130 km                   |                                        |
| R13  | Ruta 13 | Grenze zu Brasilien – Cobija – El Triangulo                                                 | 370 km                   |                                        |
| R14  | Ruta 14 | Grenze zu Argentinien – Villazón – Cuchu Ingenio                                            | 316 km                   |                                        |
| R15  | Ruta 15 | Ivirgarzama – Puerto Villarroel                                                             | 27 km                    | bei Erstfestlegung 1998 kürzeste Ruta  |
| R16  | Ruta 16 | Huarina – Porvenir / Abzweig Ixiamas – San Buenaventura                                     | 921 km +115 km = 1036 km | bisher nur grober Verlauf festgelegt   |
| R17  | Ruta 17 | San Ignacio de Velasco – San José de Chiquitos                                              | 200 km                   | höchste Nummer bei Erstfestlegung 1998 |
| R18  | Ruta 18 | Villa Rosario – Extrema                                                                     | 76 km                    |                                        |
| R19  | Ruta 19 | El Alto – Charaña – Grenze zu Chile                                                         | 211 km                   |                                        |
| R20  | Ruta 20 | Hornillos – Las Carreras                                                                    | 81 km                    |                                        |
| R21  | Ruta 21 | Uyuni – Tupiza                                                                              | 197 km                   |                                        |
| R22  | Ruta 22 | Mataral – Ipitá                                                                             | 249 km                   |                                        |
| R23  | Ruta 23 | Aiquile – Paracaya                                                                          | 147 km                   |                                        |
| R24  | Ruta 24 | Villa Tunari – San Ignacio de Moxos                                                         | 260 km                   |                                        |
| R25  | Ruta 25 | Unduavi – Quillacollo                                                                       | 120 km                   |                                        |
| R26  | Ruta 26 | Apolo – Caranavi                                                                            | 125 km                   |                                        |
| R27  | Ruta 27 | Lagunas – Ancaravi                                                                          | 150 km                   |                                        |
| R28  | Ruta 28 | Villazón – Padcaya                                                                          | 130 km                   |                                        |
| R29  | Ruta 29 | Palos Blancos – Campo Pajoso                                                                | 83 km                    |                                        |
| R30  | Ruta 30 | Challapata – Uyuni                                                                          | 204 km                   |                                        |
| R31  | Ruta 31 | Curahuara de Carangas – Oruro                                                               | 170 km                   |                                        |
| R32  | Ruta 32 | Abzweig Ruta 1 – Pocoata                                                                    | 65 km                    |                                        |
| R33  | Ruta 33 | Bermejo – Caraparí                                                                          | 169 km                   |                                        |
| R34  | Ruta 34 | San José de Chiquitos – Palmar de las Islas                                                 | 190 km                   |                                        |
| R35  | Ruta 35 | San Pedro – Yapacaní                                                                        | 200 km                   |                                        |
| R36  | Ruta 36 | Abapó – Boyuibe                                                                             | 210 km                   |                                        |
| R37  | Ruta 37 | Mineros – Villa Rosario                                                                     | 38 km                    |                                        |
| R38  | Ruta 38 | Guadalupe – Santa Rosa                                                                      | 74 km                    |                                        |
| R39  | Ruta 39 | San Miguel – Cuatro Cañadas                                                                 | 230 km                   |                                        |
| R40  | Ruta 40 | Coroico – Puente Villa                                                                      | 54 km                    |                                        |
| R41  | Ruta 41 | Nördlicher Ring von La Paz                                                                  | 29 km                    |                                        |
| R42  | Ruta 42 | La Paz                                                                                      | 10 km                    | aktuell kürzeste Ruta                  |
| R43  | Ruta 43 | Viacha – Nazacara – San Andrés de Machaca – Catacora – Hito IV                              | 176 km                   |                                        |
| R44  | Ruta 44 | Caracollo – Colquiri                                                                        | 42 km                    |                                        |
| R45  | Ruta 45 | Cruce Concepción – Valle de Concepción – Chocloca – Chaguaya – Mecoya                       | 92 km                    |                                        |